# Megastethodon hyphinoe
Megastethodon hyphinoe är en insektsart som först beskrevs av Gustav Breddin 1902.  Megastethodon hyphinoe ingår i släktet Megastethodon och familjen spottstritar. Inga underarter finns listade i Catalogue of Life.